# Leclercera machadoi
Espèce
Synonymes
- Althepus machadoi Brignoli, 1973

Leclercera machadoi est une espèce d'araignées aranéomorphes de la famille des Psilodercidae.

## Distribution
Cette espèce est endémique du Népal. Elle se rencontre entre 3 000 et 3 200 m d'altitude sur le Dhorpatan.

## Description
Le mâle holotype mesure 2,20 mm et la femelle paratype 2,52 mm.

## Étymologie
Cette espèce est nommée en l'honneur d'António de Barros Machado.

## Publication originale
- Brignoli, 1973 : Spinnen aus Nepal, II. Zur Morphologie der Gattung Althepus Thorell, nebst Beschreibung zweier neuer Arten (Arachnida: Araneae: Ochyroceratidae). Senckenbergiana biologica, vol. 54, p. 157-164.